# Антверпен (провинция)
Вижте пояснителната страница за други значения на Антверпен.
Антверпен (на нидерландски: Antwerpen) е провинция в Северна Белгия, част от Фламандския регион. Граничи с провинция Източна Фландрия на запад, провинция Фламандски Брабант на юг, провинция Лимбург на югоизток и Нидерландия на север. Площта на провинцията е 2867 км², а населението – 1 847 486 души (по приблизителна оценка от януари 2018 г.). Административен център е град Антверпен.
Провинция Антверпен се подразделя на три окръга: Антверпен, Мехелен и Тьорнхаут. Основните градове са Антверпен, Мехелен, Тьорнхаут, Лийр, Херенталс и Мол.